# Marigny-Le-Lozon
Marigny-Le-Lozon ist eine französische Gemeinde mit 2.754 Einwohnern (Stand 1. Januar 2022) im Département Manche in der Region Normandie. Sie gehört zum Kanton Saint-Lô-1 und zum Arrondissement Saint-Lô.
Sie entstand mit Wirkung vom 1. Januar 2016 als Commune nouvelle durch die Zusammenlegung der ehemaligen Gemeinden  Marigny und Lozon, die in der neuen Gemeinde den Status einer Commune déléguée haben. Der Verwaltungssitz befindet sich im Ort Marigny.

## Gliederung
| Ortsteil                  | ehemaliger INSEE-Code | Fläche (km²) | Einwohnerzahl zum 1. Januar 2022 |
| ------------------------- | --------------------- | ------------ | -------------------------------- |
| Marigny (Verwaltungssitz) | 50292                 | 10,31        | 2.428                            |
| Lozon                     | 50280                 | 08,86        | 0.326                            |

## Lage
Marigny-Le-Lozon liegt rund zwölf Kilometer westlich von Saint-Lô. Ein Teil des nördlichen Gemeindeabschnittes nahe dem Ort Lozon hat Anteil am Regionalen Naturpark Marais du Cotentin et du Bessin. An der westlichen Gemeindegrenze verläuft der Fluss Lozon.

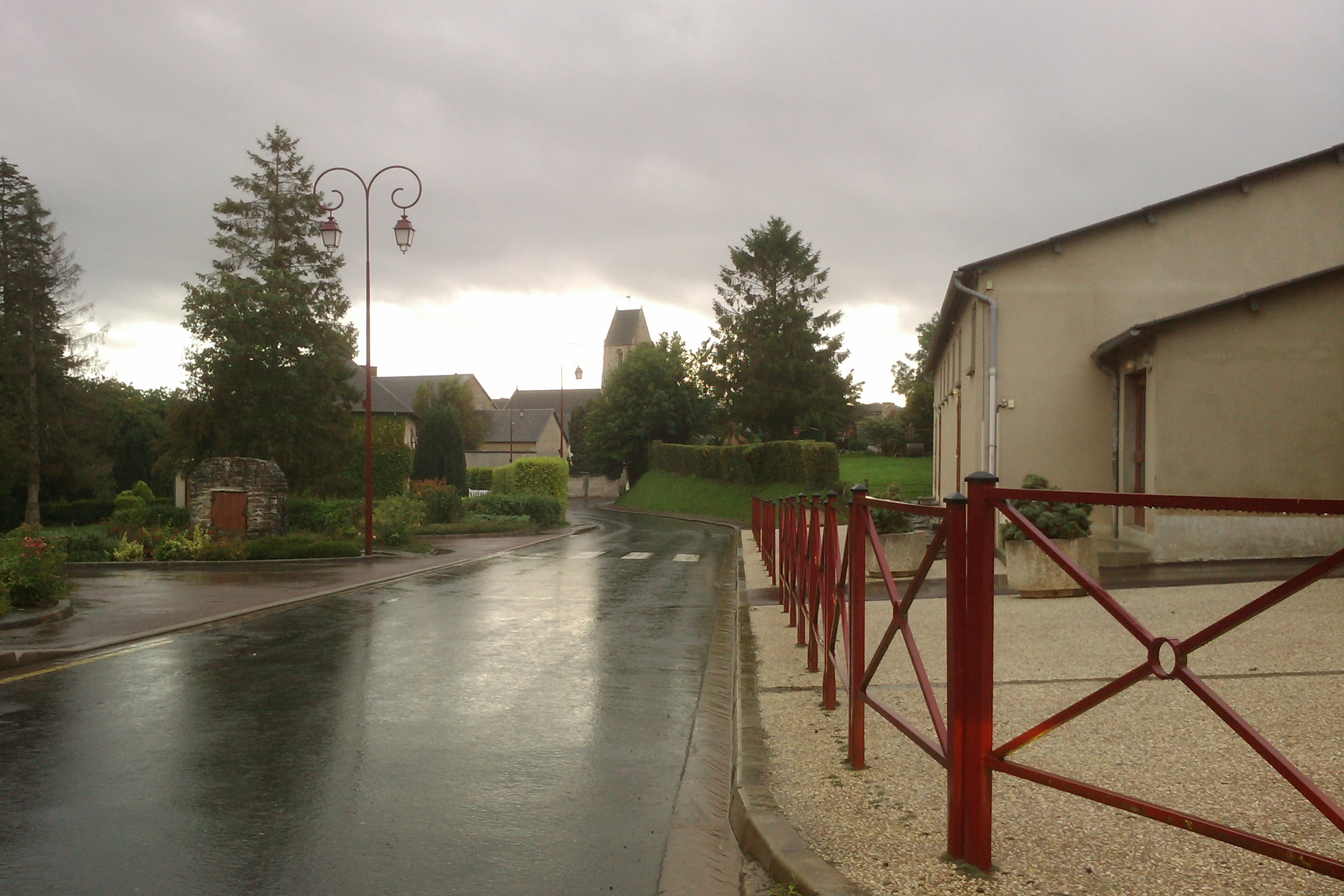
Das Dorf Lozon
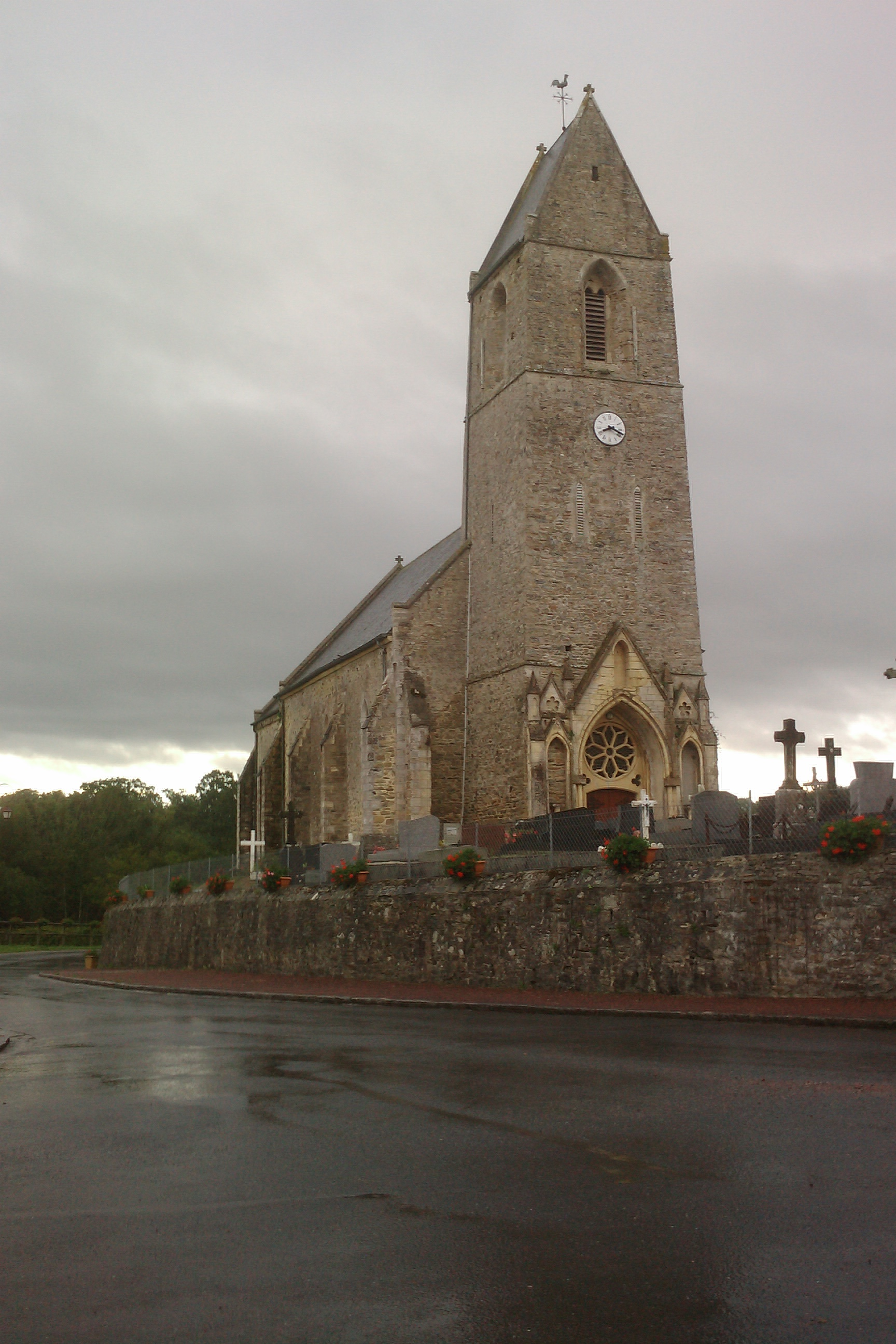
Kirche von Lozon